# Bézu-la-Forêt
Bézu-la-Forêt település Franciaországban, Eure megyében. Lakosainak száma 289 fő (2022. január 1.). Bézu-la-Forêt Bosquentin, Longchamps, Martagny, Mesnil-sous-Vienne, Morgny, Bézancourt és Montroty községekkel határos.

## Népesség
A település népességének változása:
| Lakosok száma | 234  | 167  | 144  | 203  | 274  | 296  | 320  | 328  | 315  | 289  |
|               | 1968 | 1982 | 1990 | 2006 | 2013 | 2015 | 2017 | 2019 | 2020 | 2022 |